# 布拉夫克里克鎮區 (愛荷華州門羅縣)
布拉夫克里克鎮區（英語：Bluff Creek Township）是位於美國愛荷華州門羅縣的一個行政鎮區。

## 地方資料
根據2010年美國人口普查的數據，布拉夫克里克鎮區的面積為92.75平方千米，當中陸地面積為92.25平方千米，而水域面積為0.50平方千米。當地共有人口279人，而人口密度為每平方千米3.01人。